# Rārangi
Rārangi est une toute petite ville de l’Île du Sud dans la région de Marlborough en Nouvelle-Zélande.

## Situation
Celle-ci est localisée approximativement à 15 minutes en voiture au nord-est de Blenheim, sur la côte de Cloudy Bay,.

## Toponymie
Un macron fut officiellement ajouté au nom en mai 2021.

## Démographie
Rārangi est définie par l'organisme de Statistique en Nouvelle-Zélande comme étant un village rural, qui couvre 4,82 km2.
Elle est incluse dans la zone statistique de Tuamarina.
Rārangi avait une population de 672 habitants lors du recensement de 2018, en augmentation de 96 personnes (soit 16,7 %) depuis le recensement de 2013, et une augmentation de 180 personnes (soit 36,6 %) depuis celui de 2006.
Il y avait 261 logements.
On  notait la présence de 330 hommes et 345 femmes, donnant un sexe-ratio de 0,96 homme pour une femme, avec 120 personnes (soit 17,9 %) âgées de moins de 15 ans, 84 personnes (12,5 %) âgées de 15 à 29 ans, 348 personnes (51,8 %) âgées de 30 à 64 ans, et 123 personnes (18,3 %) âgées de 65 ans ou plus.
L’ethnicité était pour 92,4 % européenne/Pakeha, 12,5 % maorie, 2,7 % originaire du Pacifique, 0,9 % d’origine asiatique et 2,7  % d’autres ethnicités (le total fait plus de 100 % dans la mesure où une personne peut s’identifier de multiples ethnicités).
Bien que certaines personnes objectent de donner leur religion, 66,5 % n’avaient aucune religion, 22,3 % étaient chrétiens, 0,4 % bouddhistes et 2,7 % avaient une autre religion.
De ceux d’au moins 15 ans d’âge, 108 personnes (soit 19,6 %) avaient un niveau de bachelier ou un degré supérieur et 93 personnes (soit 16,8 %) n’avaient aucune qualification formelle.
Le statut d’emploi de ceux de moins de 15 ans était pour 297 personnes (soit 53,8 %) employés à plein temps, 90 personnes (soit 16,3 %) étaient à temps partiel, et 15 personnes (soit 2,7 %) étaient sans emploi .